# Buchta (Manasterz)
Buchta – część wsi Manasterz w Polsce położona w województwie podkarpackim, w powiecie jarosławskim, w gminie Wiązownica, w sołectwie Manasterz.
W latach 1975–1998 miejscowość położona była w województwie przemyskim.
Buchta jest położona w pobliżu ujścia Lubaczówki do Sanu i obejmuje 37 domów. 
Obok Lubaczówki znajdowała się cerkiew greckokatolicka, rozebrana w 1955 roku, a w pobliżu jest dawny cmentarz greckokatolicki.